# Piattaforma di ghiaccio Wyers
La piattaforma di ghiaccio Wyers (67°11′S 49°54′E) è una piccola piattaforma glaciale situata nel lato orientale della base della penisola Sakellari, nella Terra di Enderby, in Antartide.

## Storia
La piattaforma fu fotografata per la prima volta nel 1956 durante una spedizione del programma Australian National Antarctic Research Expeditions (ANARE), 1955-58, e battezzata con il nome attuale dal Comitato australiano per i toponimi e le medaglie antartici in onore di R.W.L. Wyers, glaciologo della Stazione Mawson nel 1961.